# Para-Ordnance P16-40
Para Ordnance P16-40 je polavtomatska pištola, klon legendarne pištole Colt M1911, ki je nastala v Kanadi, v tovarni Para-Ordnance.
Ime pištole izvira iz njenih tehničnih podatkov, saj številka 16 pomeni število nabojev v nabojniku, številka 40 pa kaliber, v katerem je narejena. Tovrstno poimenovanje je zaščitni znak podjetja in daje jasno sliko stranki, za kakšno pištolo gre.
Ta klon je nastal za potrebe športnih strelcev, ki se niso želeli odreči zanesljivosti colta, motila pa jih je njegova omejena kapaciteta nabojnika, ki za šport ni primerna. Poleg tega je kaliber .40 S&W postal izjemno priljubljen zaradi močne smodniške polnitve in velike ustavne moči.

## Delovanje
Pištola je narejena iz jekla, deluje pa na principu kratkega trzanja cevi (browningov princip). Zamenljive obloge ročaja so iz plastične mase, vsi ostali deli pa so iz jekla ali podobnih legur. Cev ima 6 žlebov in levi navoj. Prednji merek je fiksen, zadnji pa nastavljiv. Pištola ima obojestransko varovalko, ki je nameščena nad ročajem in dosegljiva z obeh strani, hkrati pa služi kot opora za palec pri streljanju. Druga varovalka je vgrajena v ročaj in se deaktivira šele, ko strelec pištolo prime v dlan, kar je enaka rešitev, kot jo ima pištola iz katere je P16-40 nastal. Tudi zunanji izgled pištole je enak kot je bil original, razlika je le v večji kapaciteti nabojnika in položaju utrjevala.